# Alan Fersht
Alan Roy Fersht FRS (Londres, 21 de abril de 1943) é um químico britânico.
Trabalha com enovelamento de proteínas.

## Obras
- Structure and Mechanism in Protein Science, 1998. ISBN 0-7167-3268-8
- Jaques Staunton Chess Sets 1849-1939, 2007. ISBN 978-0-9557325-0-8
- Selected Papers of Sir Alan Fersht, The: Development of Protein Engineering, 2010. ISBN 978-1-84816-554-0